# Mahdi Aliyari
Mahdi Abbas Aliyarifeyzabadi (in persiano مهدی علی‌یاری‎; Ferdowsieh, 13 marzo 1989) è un lottatore iraniano, specializzato nella lotta greco-romana.

## Biografia
È fratello di Ali Aliyarifeyzabadi e Majid Aliyarifeyzabadi, entrambi lottatori di caratura internazionale.
Si è aggiudicato la medaglia d'oro ai Giochi asiatici di Incheon 2014, vincendo il torneo dei 98 chilogrammi, dovo aver battuto in finale il cinese Xiao Di.
Ai Mondiali di Budapest 2018 ha vinto la medaglia di bronzo nei 97 chilogrammi.

## Palmarès
- Mondiali

Budapest 2018: bronzo nei 97 kg.
- Giochi asiatici

Incheon 2014: oro nei 98 kg.
- Campionati asiatici

Doha 2015: oro negli 98 kg.
Bangkok 2016: oro negli 98 kg.
Xi'an 2019: bronzo negli 97 kg.
- Universiade

Kazan' 2013: bronzo nei 96 kg.